# Stegolepis squarrosa
Stegolepis squarrosa är en gräsväxtart som beskrevs av Bassett Maguire. Stegolepis squarrosa ingår i släktet Stegolepis och familjen Rapateaceae. Inga underarter finns listade i Catalogue of Life.